# Stefania Massaccesi
Stefania Massaccesi (Agugliano, 29 novembre 1959) è una pittrice, scultrice e incisore italiano.
Esponente del figurativismo europeo contemporaneo.

## Biografia
A partire dal 1976 studia pianoforte e canto lirico presso il Conservatorio di Pesaro e, privatamente a Roma e Milano, apprezzata allieva di maestri di fama mondiale. A fine anni ‘80, attratta dal disegno e dalla pittura, realizza da autodidatta i suoi primi dipinti, per lo più ritratti e numerose copie da Velázquez e Vermeer.
Dal 1990 in poi, cresciuta alla severa scuola di De Andreis, di riflesso allo studio rigoroso del disegno e delle diverse tecniche pittoriche prendono forma le prime opere. Tematiche in prevalenza ispirate a stanze e personaggi solitari che vengono presentate in anteprima sulla rivista Prospettive d'Arte, a firma del suo maestro. Nel 1995 tre suoi significativi dipinti vengono acquistati per la sede dell'Ambasciata Italiana in Giordania.
È stata presentata e iniziata da Marco Goldin, e sempre valorizzata e seguita da Federico Zeri che così si esprime: “Io credo sia una delle espressioni più forti e più valide apparse negli ultimi tempi. I quadri mi hanno assai colpito, ne sono rimasto non poco impressionato”.
Nel 1996, esordisce negli Stati Uniti nella rassegna "Figured", presso l'Associated American Artists di New York, e in Italia al Museo Casa dei Carraresi di Treviso, con una mostra itinerante in musei ideata da Marco Goldin.
Nel 1998 alla Mostra internazionale “Ad occhi aperti / L'autoritratto” al Museo dei Bozzetti di Pietrasanta, espone opere sul tema del ritratto.

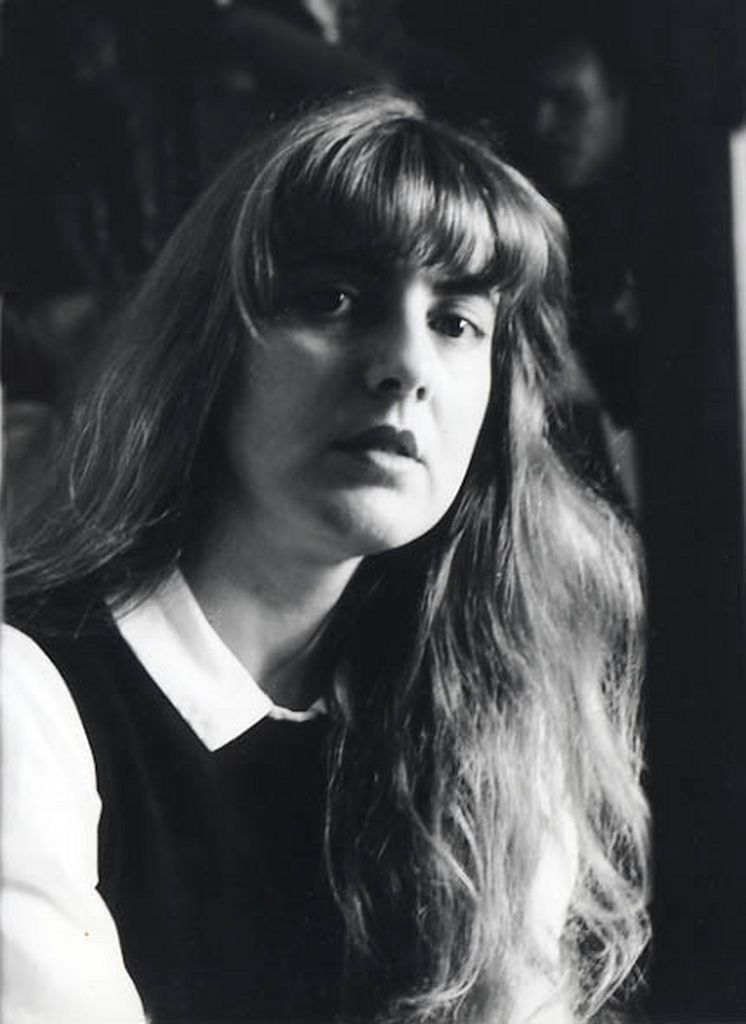
Stefania Massaccesi nel 1994

Nel 2000, al Lazzaretto di Ancona la sua prima antologica, dedicata a Federico Zeri.
Nel 1997 da Italo Faldi e da Fabrizio Lemme nel 2001, sul Giornale dell'Arte di Allemandi, viene segnalata Artista dell'anno.
Nel 2004 le due personali di Atene al Museo Phinacothiki Psiarì 36 e Ersi's Gallery riscontrano da parte di Athena Schina il citato collegamento con la musica.
Lo stesso anno, invitata alla Rassegna Internazionale 2004 Artisti Contemporanei, presso la Fondazione Mandralisca di Cefalù, l'opera Ice cream viene acquistata per la Sala del Consiglio di Cefalù.
“Nei lavori di questo periodo complesse ingegnerie strutturali coniugano spazi e personaggi tra microstrutture e invenzioni a più livelli, in una dialettica costante tra realismo e forme geometrico-astratte.”

Nel 2006 sposa Giovanni Battista De Andreis. Come esigenza della sua naturale vocazione all'introspezione psicologica, il ritratto viene a occupare una posizione sempre più preminente nella sua creatività. È quanto si rileva dalla collezione dei suoi più recenti ritratti nel contesto dell'esposizione Tensioni visive alla Galleria Reartuno di Brescia.
Nel 2007 è presente alla rassegna “Arte Italiana 1968-2007 al Palazzo Reale di Milano.

Nel 2011 al Meeting di Rimini “Amicizia fra i popoli” presenta l'opera Assunzione. Opera sacra, in cui “…l'estasi della Vergine viene trasfigurata in una autentica apoplessia mistica. Un trapasso dalle tragedie della Terra alle spazialità dello Spirito, in un cielo non realista - ma pura dimensione cosmica di proiezioni elettromagnetiche.”

## Critica
I quadri mi hanno assai colpito. Ne sono rimasto non poco impressionato, sembrano sogni folli.
Più che quadri, sono romanzi! Mi incanta “La scoperta della Verità”.Sono lieto che i meriti di Stefania Massaccesi vengano riconosciuti. 
Io credo sia una delle espressioni più forti e più valide apparse negli ultimi tempi.
“Guardiamo la solidità post-cubista delle figure, la luminosità plastica dei volumi, l'ariosità immaginifica delle scenografie: oltre all'innegabile cifra stilistica, un magistero tecnico degno di figurare accanto alle espressioni dei maggiori artisti contemporanei.”

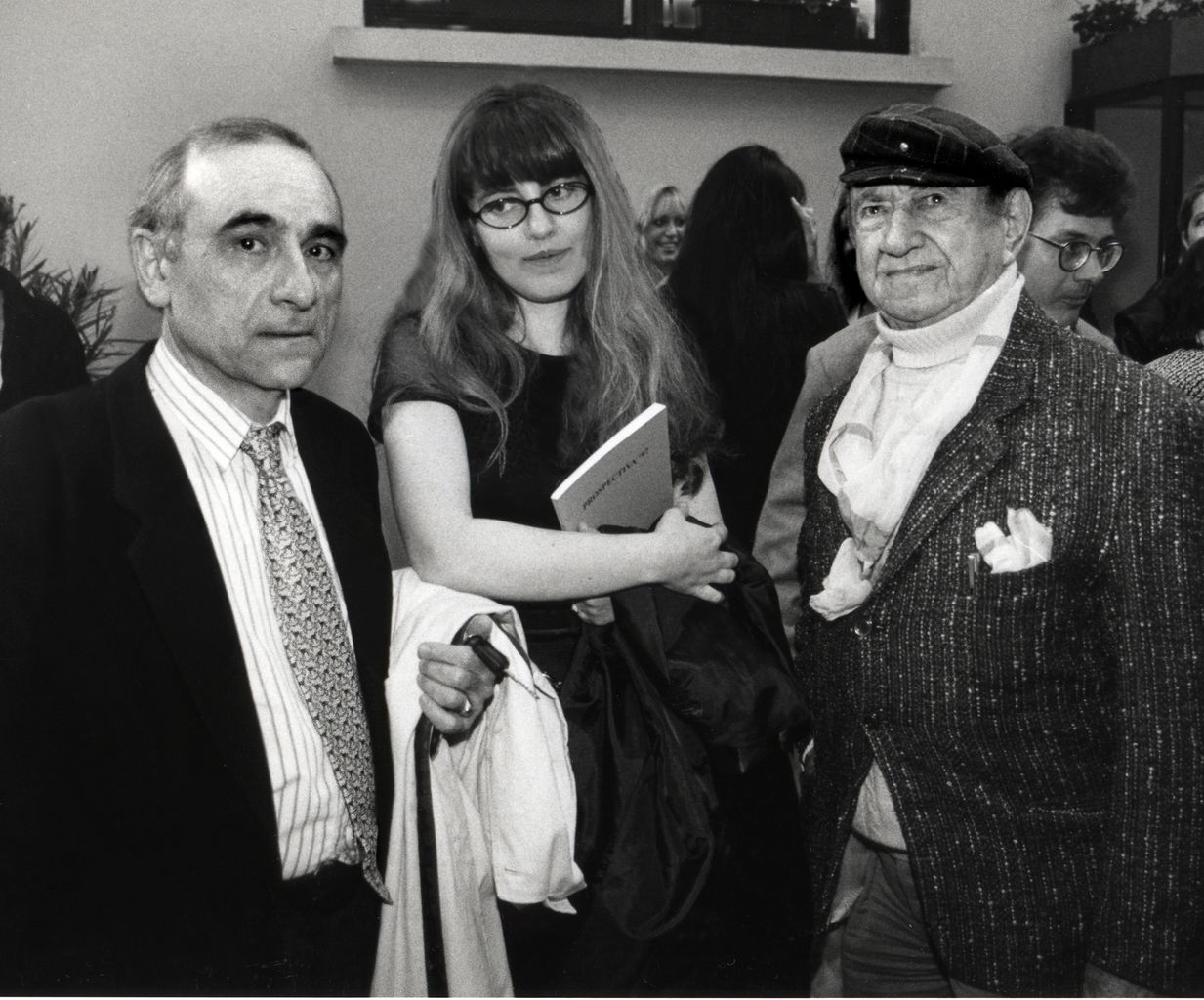
Stefania Massaccesi Con Ibrahim Kodra e De Andreis a Milano nel 1992

Ed è proprio questo meccanismo di diffusione che sporge dall'inconscio, che nelle opere di Massaccesi viene trasposto in arte, tramite ritmi e mezzi che ricordano una sonata di musica da camera.
Il ritrovato mito dell'arte illumina le azioni di questi eroi, che rimangono misteriosi, liberando la lotta tra passato e presente delle funzioni manifeste o non dichiarate dell'immagine.
Soprattutto del sottosuolo dei suoi interiori meccanismi di una grammatica contemporanea di frasi non finite; mentre nuove frasi frammentate favoriscono ulteriori tessiture di significati, avvertibili nella luce di lampi e fulmini in sotterranei esplosivi di una sovversione più universale.

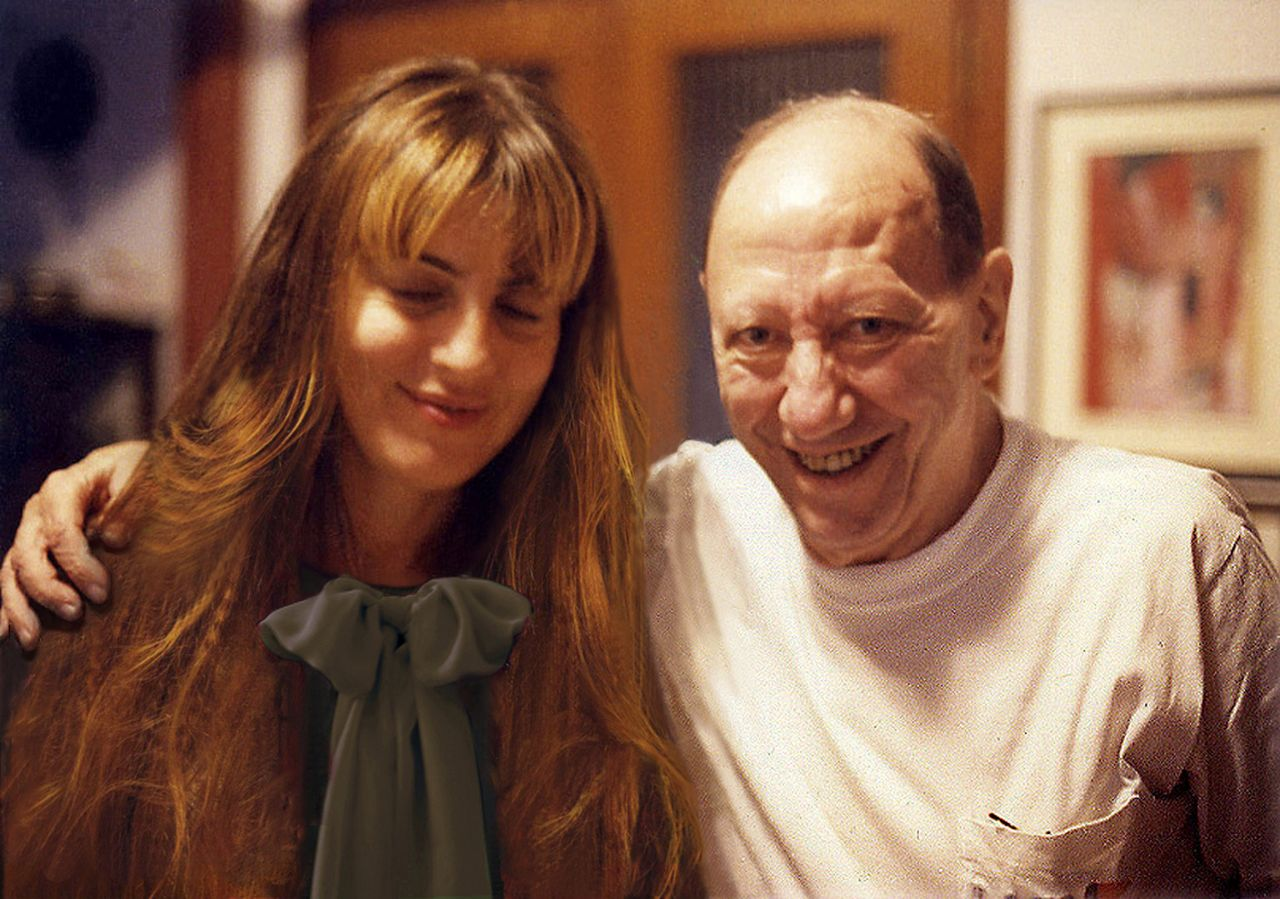
Stefania Massaccesi Con Renato Carosone a Roma nel 2001

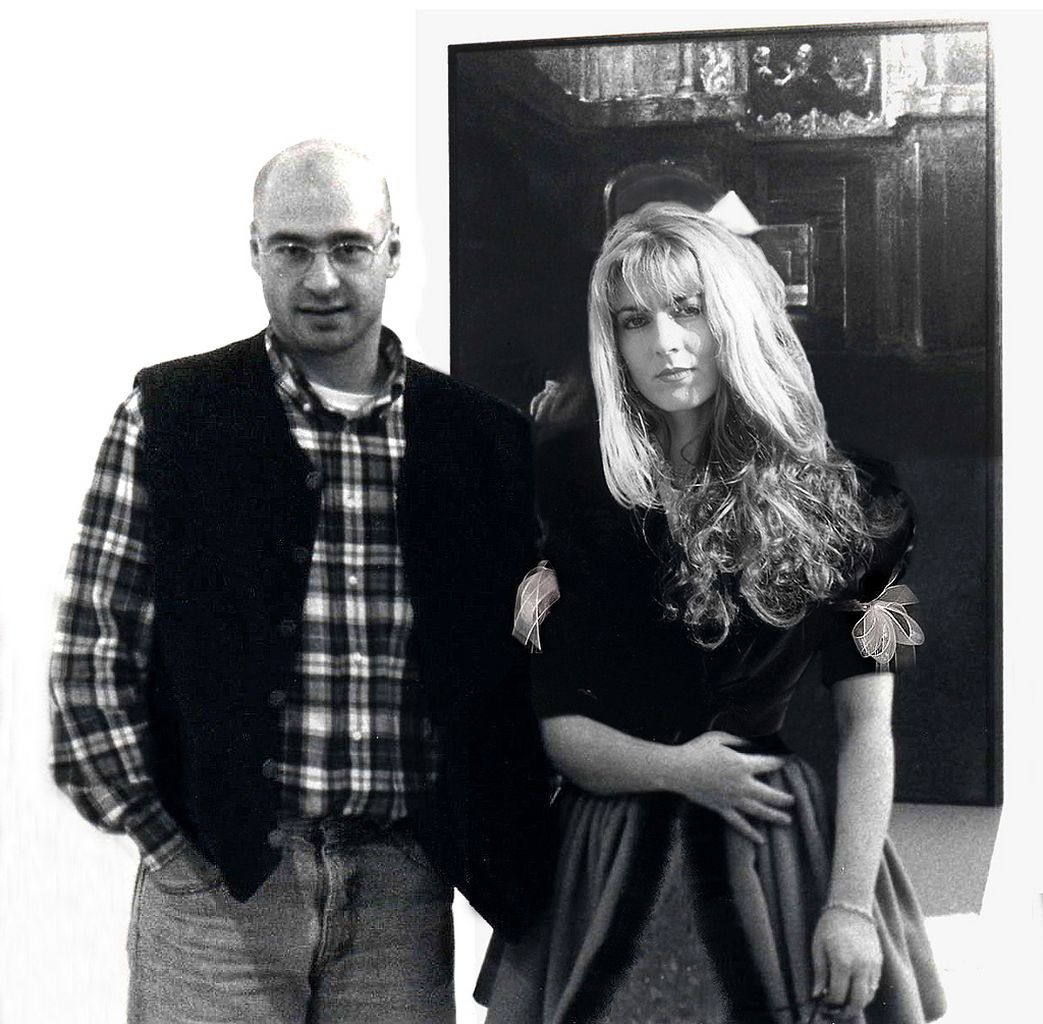
Stefania Massaccesi Con Marco Goldin al museo Casa dei Carraresi nel 1995

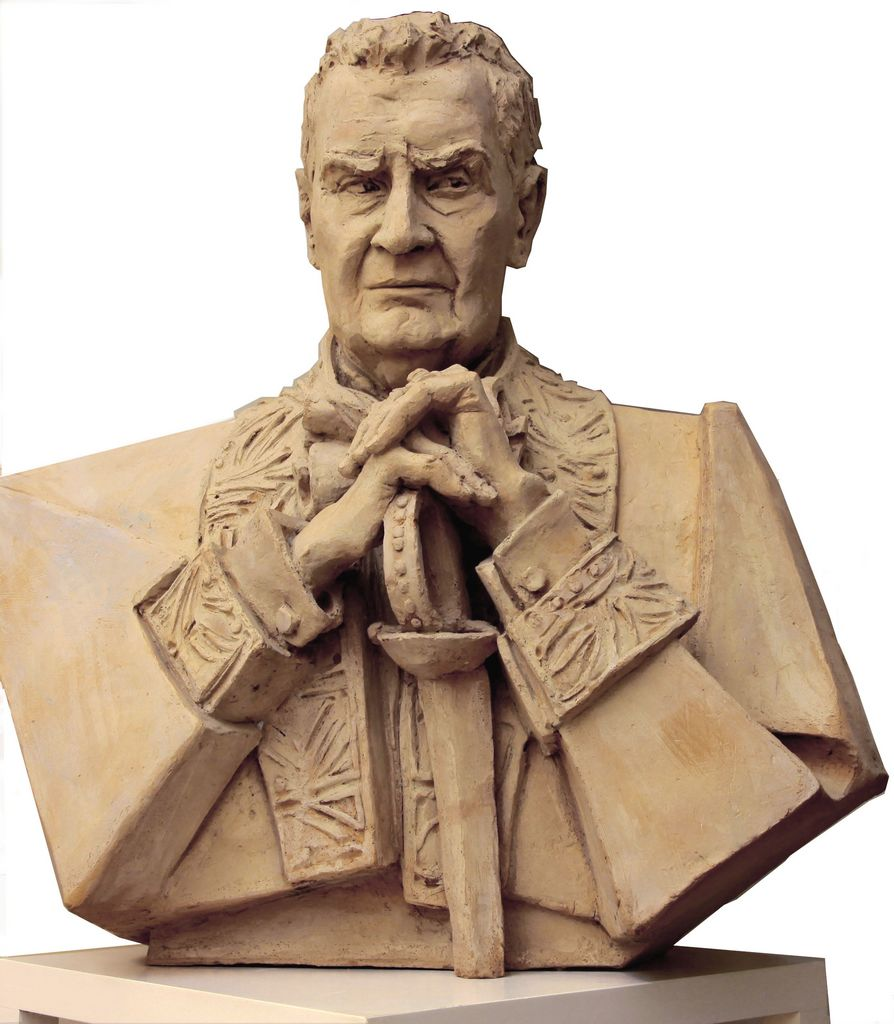
Stefania Massaccesi
Federico Zeri
2000, Terracotta

Perché se di realismo qui si tratta, è un realismo anche dei sentimenti, esposizione di sé quasi ostentazione, auscultazione, parsimonioso respiro. 
E tutto questo reso in pittura, con gli strumenti di un colore vivido, livido, rapace. Ma anche misericordioso, ineluttabile, fantasmatico per eccessivo abbaglio. 
Un colore che è dell'anima più che del cuore.